# にじさんじの出演一覧
にじさんじの出演一覧（にじさんじのしゅつえんいちらん）では、バーチャルYouTuberグループであるにじさんじに所属する複数ライバーでの出演を掲載する。
単独での出演については、各々の個別記事を参照。

## テレビアニメ
- バーチャルさんはみている（2019年1月9日 - 2019年3月27日、TOKYO MX 他） - メインキャスト：月ノ美兎、レギュラー出演：ゲスト出演：剣持刀也、樋口楓、静凛、える、家長むぎ、物述有栖、シスタークレア、竜胆尊、赤羽葉子[注釈 1]

## テレビ番組
2018年
- VIRTUAL BUZZ TALK!（TOKYO MX） - ゲスト：月ノ美兎、樋口楓、える
- のばん組（BS日テレ） - ゲスト：叶、樋口楓、える、渋谷ハジメ、静凛

2019年
- NHKバーチャルのど自慢（1月2日、NHK総合） - 剣持刀也、月ノ美兎、静凛、樋口楓
- 超人女子戦士 ガリベンガーV（4月6日 - 2022年6月16日、テレビ朝日） - ゲスト：月ノ美兎、本間ひまわり、御伽原江良、アルス・アルマル、樋口楓、葉加瀬冬雪、ドーラ、シスター・クレア、健屋花那、リゼ・ヘルエスタ、える、戌亥とこ、星川サラ、鈴鹿詩子、愛園愛美、椎名唯華、舞元啓介、加賀美ハヤト、花畑チャイカ、でびでび・でびる、社築
- 沼にハマってきいてみた（10月28日 - 、NHKEテレ） - ゲスト：ChroNoiR（叶、葛葉）、社築、月ノ美兎
- 年またぎにじさんじ!〜ゆくV!くるV!島﨑信長も来ちゃったよSP!〜（12月31日、TOKYO MX1） - 年末特別番組。出演：月ノ美兎、叶、ジョー・力一、アンジュ・カトリーナ

2020年
- NHKバーチャル紅白歌合戦（1月1日、NHK総合） - 樋口楓、副音声：月ノ美兎
- musicるTV（6月15日・22日、テレビ朝日） - Rain Drops出演
- 年またぎにじさんじ！ 2020-2021 〜島﨑信長とレバガチャダイパン！？SP〜（12月31日、TOKYO MX1） - 年末特別番組。出演：月ノ美兎、叶、社築、葛葉、笹木咲、リゼ・ヘルエスタ、静凛、シェリン・バーガンディ

2021年
- プロジェクトV（7月28日 - 、日テレ） - ゲスト：鈴鹿詩子、星川サラ、リゼ・ヘルエスタ、相羽ういは、森中花咲、シスター・クレア、夜見れな、剣持刀也、加賀美ハヤト、不破湊、甲斐田晴

## ラジオ
- 60TRY部（2019年7月12日19時-20時、ラジオ日本） - 剣持刀也、椎名唯華がゲスト出演[4]
- 文化放送サタデープレミアム にじさんじVS鷲崎健の異次元トークFight!!（2019年12月7日、文化放送） - 出演：月ノ美兎、鈴鹿詩子、御伽原江良、夢月ロア
- にじさんじpresentsリゼるるListen（2020年4月5日 - 2021年6月27日、文化放送・超!A&G+） - 出演：リゼ・ヘルエスタ、鈴原るる[5]

## ボイスドラマ
- 女装パンデミック（2020年10月16日、YouTube） - 全2話
  - キャスト：古賀ナナキ（声：勇気ちひろ）、園上リョウ（声：竜胆尊）、綿樫ヒカル（声：鈴木勝）[6]
- 電音部コミックムービー「シブヤエリア」（2020年11月6日 - 、YouTube）
  - キャスト：鳳凰火凛（声：健屋花那）、瀬戸海月（声：シスター・クレア）、大賀ルキア（声：星川サラ）[7]

## インターネットラジオ
- だいたいにじさんじのらじお（2019年10月6日 - 2022年9月25日、超!A&G+）
  - 2020年3月までの番組名は「にじさんじpresentsだいたいにじさんじのらじお」。4月より番組枠を1時間に拡大した上で、セブン-イレブンの提供となり改題した[8]。また、フロート番組として「リゼるるLink」が開始[9]。その後は「だいたいにじさんじのらじお」として午後2時から放送していたが2022年9月25日をもって放送を打ち切った。
- 超!A&G+マンスリースペシャル 月ノ美兎のズル休みラジオ（2019年12月5日 - 12月26日、超!A&G+）
- A&G ARTIST ZONE petit fleursのTHE CATCH（2020年4月7日 - 2021年3月23日、超!A&G+） - メインMC：森中花咲、御伽原江良[10]
- 爆誕！いい部屋ネット にじさんじ店（2020年12月29日 - 、AuDee） - 番組MC：静凛、シェリン・バーガンディ[11]
- A&G ARTIST ZONE ▽▲TRiNITY▲▽のTHE CATCH（2021年3月30日 - 2023年3月28日、超!A&G+）- メインMC：鷹宮リオン、葉加瀬冬雪、フレン・E・ルスタリオ：毎週火曜の18時から19時まで放送していた番組。
- VTuber 魔法のリムジン Tokyo 1day Trip（2022年3月7日 - 3月21日・6月20日 - 7月4日、Spotify） - 出演：轟京子、周央サンゴ、夕陽リリ、森中花咲

## インターネットテレビ
- にじさんじのくじじゅうじ（2018年10月17日 - 2019年3月27日、AbemaTV ウルトラゲームス）
  - 出演：月ノ美兎、樋口楓、静凛、物述有栖、える、剣持刀也、家長むぎ
- 青木志貴の友達フラグが立ちません…（2020年2月19日 - 、ニコニコ生放送）
  - ゲスト：御伽原江良[12]、黛灰、家長むぎ、弦月藤士郎、レオス・ヴィンセント
- てぇてぇ家の2じ3じ（2021年3月1日 - 4月5日、ひかりTV） - 全6回
  - 出演：樋口楓、天宮こころ、勇気ちひろ
  - 共演：さらば青春の光（森田哲矢、東ブクロ）[13]

## 公式番組
- にじさんじMIX UP!![14] / にじさんじ みっくすあっぷ Season2[15]
  - 2018年10月7日から2019年5月20日まで公式チャンネルで配信。その後「にじさんじ みっくすあっぷ Season2」として2019年10月17日から2020年1月9日まで配信。
- ぷちさんじ[16]
  - 公式チャンネルで配信の動画の一部を紙芝居風にした切り抜き動画。イラスト/動画はうちさ[17]。当初はうちさの個人チャンネル[18]で配信していたが、2019年11月より公式動画として配信。2020年1月に参加クリエイターを追加募集し、複数のクリエイターが参加している[19]。現在は不定期で公式チャンネルで配信している。
- にじさんじのハッピーアワー!!/ にじさんじのTOYBOX！
  - 2019年9月26日から2022年5月7日までニコニコ生放送のにじさんじ公式チャンネルで配信されていた番組[20]。無茶苦茶な組み合わせで詰め込まれたにじさんじライバーが無茶苦茶な企画に挑戦するバラエティ。
  - 2022年5月17日からは「にじさんじのTOYBOX!」としてリニューアルされ、毎月2回の配信を行っている。
- ヤシロ&ササキのレバガチャダイパン
  - 2020年4月10日から2022年4月22日まで配信されていた3Dゲーム実況レギュラー番組。メインMCは社築、笹木咲。ナレーションはシェリン・バーガンディ。共同テレビジョン制作[21]。
- ツキイチ！にじさんじ[22]
  - 2020年5月23日より毎月23日配信の公式情報バラエティー番組。メインパーソナリティはJK組（月ノ美兎、樋口楓、静凛）[23]。
- もっとミラクル！にじさんじ
  - 2020年7月3日より配信の公式チャンネルメンバーシップ会員限定放送[24]。
- にじクイ[25]
  - 2020年3月7日に『にじさんじクイズ王決定戦』という題名で総勢18名のライバーによるクイズ対決形式での生配信が行われた後[26]、同年12月13日の配信より『にじクイ』に改められ、以降は第1土曜に配信されていた。2021年7月より増刊号と称して月2回配信されていたが、2022年6月以降は再び月1回で配信している公式クイズバラエティ番組。問題はQuizKnockが制作協力。レギュラー：司会役 ジョー・力一、解説役 黛灰（#1〜#25）→オリバー・エバンス（#26〜）、解答者：健屋花那、不破湊（#1〜#35）→セラフ・ダズルガーデン（#36〜）[27]。
- にじさんじのB級バラエティ（仮）[28]
  - 2020年12月22日に初回、以降は第2・第4火曜深夜に新作が配信されている公式バラエティ番組。メインMC：イブラヒム、早瀬走、リポーター：でびでび・でびる、ナレーター：謎のお姉さん（cv.竜胆尊 〜第18話、第39話〜第40話）→謎のお姉ちゃん（cv.周央サンゴ 第18話〜第38話、第41話〜）
  - ゲストはライバーの中から2名選ばれる。
  - 2021年7月9日には東京都内LOFT3会場にて公開収録イベント『にじさんじのB級バラエティ（仮）後悔収録 in LOFT 〜この番組いつも編集した上で見て貰ってるから収録風景見ても面白いかはわからないけど雰囲気は伝わるだろうからマジでザックリ気楽に見てってSP〜』収録。ゲストは花畑チャイカ、椎名唯華。メイン会場はLOFT/PLUS ONE、サテライト会場は新宿LOFT、LOFT9SHIBUYA[29]。
- ゲームる？ゲームる！[30]
  - 2022年5月4日から2024年6月12日まで毎週水曜日に配信されていたゲーム番組[31]。レギュラー出演は、夜見れな（#21,#88,#89はナレーションとして出演）、天宮こころ（#30はナレーションとしても出演）、魔使マオ[32]。ナレーションは、レオス・ヴィンセント（#37 - #100、#88,#89は休業したレギュラー出演者の代役として出演）。第2話以降はゲストのライバーが出演する。
- NIJIBAN
  - 2023年4月4日から12月26日まで毎週火曜日22時から配信されていた、毎月異なる番組を火曜日に4週連続で公開する公式番組。
- LOCK ON FLEEK[33]
  - 2024年7月5日から毎週金曜日に配信されている総合エンタメ番組。レギュラー出演は、ローレン・イロアス、レイン・パターソン。ナレーションは、アルス・アルマル。
- 木10！ろふまお塾
  - ROF-MAOを参照
- くろのわーるがなんかやる
  - ChroNoiR（葛葉と叶のユニット）が毎週月曜日19:00にお届けするゆる～くやりたいことをやる番組[34]。
- Google Pixel presents ROUTE2434
  - 2024年7月30日から2024年12月26日まで毎月最終火曜日に配信されていた、にじさんじライバーが二人組でGoogleの販売するスマートフォン「Google Pixel」および内蔵AI「Gemini」をお供に旅をする番組。スタジオレギュラーは月ノ美兎、叶、葛葉で、旅人は回替わり。Google Pixelとのタイアップ[35]。

## ライブイベント
Kaede Higuchi 1st Live “KANA-DERO”
2019年1月12日、Zepp Osaka Baysideで開催。約2,000人を動員。Blu-ray 2019年5月17日発売。
出演 - 樋口楓 / ゲスト - 月ノ美兎、静凛、える
Kaede Higuchi VR Live "ReStart Line"
2019年6月29日、VRライブプラットフォーム「VARK」およびニコニコ生放送で配信。
出演 - 樋口楓、鈴鹿詩子
にじさんじ Music Festival -powered by DMM music-
2019年10月2日、幕張メッセイベントホールで開催。約7,000人を動員。Blu-ray 2020年1月29日発売。規格品番 DMPXA-081
出演 - 月ノ美兎、勇気ちひろ、える、樋口楓、静凛、鈴鹿詩子、宇志海いちご、家長むぎ、物述有栖、剣持刀也、森中花咲、叶、本間ひまわり、葛葉、椎名唯華、ドーラ、シスター・クレア、花畑チャイカ、緑仙、竜胆尊
Virtual to LIVE in 両国国技館 2019
2019年12月8日、両国国技館で開催。約5,500人を動員。Blu-ray 2020年4月27日発売 品番 NJSJ-007(TGXS-2167)
2020年5月8日には、ソニーミュージックショップ限定で発売した『Virtual to LIVE in 両国国技館 2019』がオリコン週間ミュージックBlu-rayチャート（2020年05月11日付）で1位を獲得した。
出演 - 月ノ美兎、勇気ちひろ、える、樋口楓、静凛、鈴鹿詩子、剣持刀也、森中花咲、笹木咲、椎名唯華、ジョー・力一、夢月ロア、御伽原江良、戌亥とこ、鈴原るる
にじさんじ JAPAN TOUR 2020 Shout in the Rainbow!
全国ライブツアー。
- 2020年2月9日・札幌 Zepp Sapporo
  - 出演 - 御伽原江良、童田明治、物述有栖、緑仙、シスター・クレア

- 2020年2月13日・福岡 Zepp Fukuoka

出演 - 剣持刀也、叶、葛葉、加賀美ハヤト
- 2020年2月21日・難波 Zepp Namba
  - 出演 - 鈴原るる、本間ひまわり、ドーラ、える、花畑チャイカ

- 2020年2月26日・名古屋 Zepp Nagoya
  - 出演 - 椎名唯華、郡道美玲、鷹宮リオン、竜胆尊、ジョー・力一

- 当初予定 2020年3月5日・東京 Zepp DiverCity - 2019新型コロナウイルスの影響により公演中止
  - 出演 - リゼ・ヘルエスタ、戌亥とこ、アンジュ・カトリーナ、笹木咲、ベルモンド・バンデラス

- 2020年4月5日・難波 追加公演 Zepp Namba - 無観客公演でニコニコ生放送配信
  - 出演 - 月ノ美兎、樋口楓、静凛、森中花咲、鈴鹿詩子、モイラ

Kaede Higuchi VR LIVE『Gekka-Bijin』
2020年9月5日、VRライブプラットフォーム「VARK」
出演 - 樋口楓 / ゲスト - 竜胆尊
みんなでかがやけくれっしぇんど！ 〜うたえ！さわげ！おどれ！〜cresc. 1st LIVE in VARK
2020年11月7日、VRライブプラットフォーム「VARK」。2020年10月11日から延期。
出演 - cresc.（シスター・クレア、緑仙、ドーラ）
petit fleurs ファーストライブ『リシアンサス』
2020年11月20日 立川ステージガーデン。2020年8月16日から延期。（突撃リポート出演：剣持刀也、登坂淳一）
Inui Toko 1st Solo Live “who i am”
2020年12月10日 KT Zepp Yokohama 戌亥とこソロライブ ゲスト - アンジュ・カトリーナ、リゼ・ヘルエスタ、樋口楓、星街すいせい
「Heaven girl’s」&「Virtual Baiser」
2021年1月16日 VARK
出演 - モイラ&勇気ちひろ、花畑チャイカ&ジョー・力一
にじさんじ Anniversary Festival 2021 前夜祭 feat.FLOW
2021年2月26日 東京ビッグサイト
出演：樋口楓、加賀美ハヤト、三枝明那、星川サラ、剣持刀也、緑仙、ゲスト：FLOW
にじさんじ JAPAN TOUR 2020 Shout in the Rainbow！東京リベンジ公演
2021年2月27日 東京ビッグサイト
出演：リゼ・ヘルエスタ、戌亥とこ、アンジュ・カトリーナ、笹木咲、ベルモンド・バンデラス
Rain Dropsファーストワンマンライブ『雨天決行』
2021年8月26日 東京ガーデンシアター。2021年3月31日より延期。
出演：Rain Drops（える、三枝明那、ジョー・力一、鈴木勝、緑仙、童田明治）
initial step in NIJISANJI
2021年10月31日 ぴあアリーナMM。
出演 - 月ノ美兎、樋口楓、静凛、える、勇気ちひろ、鈴谷アキ、モイラ、渋谷ハジメ
Kuzuha & Kanae & ROF-MAO Three-Man LIVE「Aim Higher」
葛葉、叶、ROF-MAOによる3マンライブ。2022年7月27日 ぴあアリーナMM
出演：葛葉、叶、ROF-MAO（加賀美ハヤト、剣持刀也、不破湊、甲斐田晴）
にじさんじ 4th Anniversary LIVE「FANTASIA」
2022年9月30日・10月1日 幕張メッセ。2022年1月22日・23日（ぴあアリーナMMでの公演予定）から延期。
出演 - 月ノ美兎、樋口楓、笹木咲、椎名唯華、相羽ういは、夜見れな、戌亥とこ、白雪巴（以上Day1、以下Day2）剣持刀也、叶、加賀美ハヤト、夢追翔、三枝明那、卯月コウ、シェリン・バーガンディ、社築

## イベント
2018年
- VtuberLand! にじさんじDays（9月24日 - 9月30日、よみうりランド）
  - アトラクションコラボ
    - バンデット - 月ノ美兎（実況）
    - 大観覧車 - 静凛、樋口楓、える、鈴谷アキ、家長むぎ（アナウンス）
    - バンジージャンプ - 勇気ちひろ
    - SHATEKI - 「にじさんじ」全員（射的、輪投げ、ダーツなど）

  - フードコラボ
    - ロリ組特製いちごパンケーキ（Goodday）- 勇気ちひろ、宇志海いちご、物述有栖、森中花咲
    - にじさんじSEEDsスペシャルクレープ（マリオンクレープ）- にじさんじSEEDs全員
    - ハッピートリガーカレー（フードテラス・ループ）- 剣持刀也、夕陽リリ、伏見ガク

  - 特別ホールイベント（日テレらんらんホール）
    - 開園オープニングパーティ（9月17日） - 月ノ美兎、樋口楓、静凛が出演
    - 特別ホールイベント〜人気バーチャルライバー達とディープに交流しよう〜（9月24日）- 月ノ美兎、樋口楓、静凛、えるが出演

2019年
- ニコニコ超会議2019（4月27日・4月28日、幕張メッセ）
  - バーチャルさんがいっぱい スペシャルバーチャライブ DAY1・DAY2 - 月ノ美兎、樋口楓、静凛、剣持刀也が出演

- 京都国際マンガ・アニメフェア2019（9月21日 - 9月22日）- 樋口楓、本間ひまわりがおこしやす大使に任命
  - 京まふ前夜祭 ド葛本社のドタバタ家族旅行 in 京都（9月20日、ロームシアター京都） - ドーラ、社築、本間ひまわり、葛葉が出演
  - コラボカフェ「にじさんじ おこしやす喫茶」
    - 9月21日 - ベルモンド・バンデラス、戌亥とこ、樋口楓、本間ひまわりが接客
    - 9月22日 - 本間ひまわり、御伽原江良、花畑チャイカ、樋口楓が接客
      - ドリンク - 樋口楓、本間ひまわり、戌亥とこ、御伽原江良、花畑チャイカ、ベルモンド・バンデラス
      - フード - 樋口楓＆本間ひまわり、戌亥とこ＆御伽原江良、花畑チャイカ、ベルモンド・バンデラス、樋口楓＆本間ひまわり＆下野紘

  - 京まふステージ（9月21日、ロームシアター京都）- 本間ひまわり、樋口楓が出演

- ニコニコ町会議全国ツアー2019（2019年7月13日 - ）
  - 徳島県小松島市 小松島港まつり（7月12日・7月13日、狸ひろば）- える、舞元啓介、小野町春香が出演
  - 秋田県仙北市 たざわ湖・龍神まつり（7月26日・7月27日、おまつり広場）- 緑仙、夢追翔、ベルモンド・バンデラスが出演
  - 宮崎県宮崎市 みやざきグルメとランタンナイト（8月3日・8月4日、宮崎市山崎町浜山）- 森中花咲、花畑チャイカ、エクス・アルビオが出演
  - 福岡県福岡市 福岡サブカルまつり（8月16日・8月17日、福岡国際センター）- 轟京子、鷹宮リオン、郡道美玲が出演
  - 愛知県名古屋市 名古屋サブカル夏祭り（9月6日・9月7日、名古屋城）- 静凛、渋谷ハジメ、童田明治が出演
  - 群馬県東吾妻町 東吾妻ふるさと祭り（9月13日・9月14日、群馬原町駅・原町商店街通り）- 物述有栖、桜凛月、御伽原江良が出演
  - 岩手県奥州市 奥州市南部鉄器まつり（9月27日・9月28日、奥州市羽田地区センター）- 鈴谷アキ、椎名唯華、でびでび・でびるが出演
  - 新潟県新潟市 がたふぇすVol.10（10月12日・10月13日、古町通り）- 家長むぎ、シスター・クレア、雪城眞尋が出演
  - 沖縄県うるま市 うるま祭り（10月18日・10月19日、うるま市具志川総合グラウンド）- 剣持刀也、出雲霞、ドーラが出演
  - 大阪府吹田市 大阪文化芸術フェス2019（10月27日、万博記念公園・東の広場）- 飛鳥ひな、魔界ノりりむ（笹木咲の代役として）、樋口楓が出演

- BILIBILI WORLD 2019（ 中国）
  - 広州市（8月16日 - 8月18日）
    - bilibili公式ブース - 樋口楓、静凛、本間ひまわり、鷹宮リオンが出演

  - 上海市（10月4日 - 10月6日）
    - bilibili公式ブース - 樋口楓、静凛、物述有栖、笹木咲、椎名唯華が出演
    - にじさんじ・VirtuaReal共同ブース - 緑仙、郡道美玲、シスター・クレア、叶、葛葉が出演

  - 成都市（12月21日 - 12月22日）
    - bilibili公式ブース - 緑仙が出演

- 超人女子戦士 ガリベンガーV 激突!スーパーヒロイン知能大戦 & 電脳少女シロ生誕祭2（8月24日、豊洲PIT） - 月ノ美兎、本間ひまわりが出演
- VtuberLand2019 にじさんじWEEK〜みんなで行こうにじさんじランド〜（10月19日 - 10月26日、よみうりランド）
  - アトラクションコラボ
    - バンデット - 勇気ちひろ、森中花咲（お見送り・お出迎えボイス、ライドフォトフレーム）
    - 大観覧車 - える、緑仙、出雲霞、鈴木勝、桜凛月、飛鳥ひな、郡道美玲、小野町春香
    - ハシビロGO!! - リゼ・ヘルエスタ、戌亥とこ（掛け声）
    - ミルキーウェイ - 三枝明那、愛園愛美
    - プテラサイクル - 轟京子、遠北千南、黒井しば
    - ジャイアントスカイリバー - 剣持刀也、伏見ガク（キーワードパネル、ライドフォトフレーム）

  - フードコラボ
    - 魔界のグリーンカレー（ラ・ピシーヌ）- 鈴原るる
    - おりコウランチ（Goodday）- 卯月コウ・魔界ノりりむ
    - あの味を完全再現!? 舞元魚介スペシウム（味噌衛門）- 舞元啓介

  - 特別ホールイベント（10月26日、日テレらんらんホール）
    - ホールイベント講演1 - 叶、葛葉が出演
    - ホールイベント講演2 - 物述有栖、夢追翔、童田明治、御伽原江良が出演
    - ホールイベント講演3 - 樋口楓、笹木咲、椎名唯華、鷹宮リオンが出演

2020年
- Talk aVout!!
  - トークバラエティイベント（11月1日・14日 ベルサール飯田橋ファースト）
  - vol.1 昼 - 轟京子、社築、シスター・クレア
  - vol.1 夜 - エリー・コニファー、ニュイ・ソシエール、奈羅花
  - vol.2 昼 - 夢追翔、舞元啓介、グウェル・オス・ガール
  - vol.2 夜 - 早瀬走、健屋花那、シェリン・バーガンディ

- にじさんじランド in よみうりランド Vol.1（11月28日・29日 よみうりランド）
  - 11月28日 01部 - 鷹宮リオン、葉加瀬冬雪、フレン・E・ルスタリオ
  - 11月28日 02部 - 白雪巴、健屋花那
  - 11月29日 第1部 - アルス・アルマル、葉山舞鈴
  - 11月29日 第2部 - える、鈴鹿詩子、緑仙

- レインボーシックス シージアジア対抗ルーキー大会「NO PLAN NO GAME」（2020年11月30日・12月4日、日本代表出場：エクス・アルビオ、える、宇志海いちご、魔使マオ）
- ヤシロ&ササキのレバガチャダイパン 〜みんなで行こうぜ社ん家〜（12月8日 KT Zepp Yokohama 出演：社築、笹木咲 ゲスト：椎名唯華、花畑チャイカ、シェリン・バーガンディ、樋口楓）
- 剣持刀也リアルソロイベント【虚空集会】（12月9日 KT Zepp Yokohama 主演：剣持刀也、ゲスト：葛葉、月ノ美兎、ピーナッツくん、伏見ガク）
- Bilibili Macro Link-Visual Release 2020（12月19日 中国・上海国家会展中心(上海)虹馆EH 出演：物述有栖、宇志海いちご）
- SHINKAI FES（12月19日 エルセとさめのぽきオンライン無料ライブ 出演：宇志海いちご、ドーラ、瀬戸美夜子）
- BILIBILI WORLD 2020 広州（12月26日・27日 广交会展馆 出演：シスター・クレア、でびでび・でびる）

2021年
- VTuber Fes Japan 2021 DAY1（1月30日 川口総合文化センター・リリア 出演：静凛、月ノ美兎、樋口楓、緑仙）
- VTuber Fes. UnderLine powered by COMP（2月7日 YouTube、REALITY 出演：竜胆尊、鈴鹿詩子）
- にじさんじ Anniversary Festival 2021（2月27日・28日 東京ビッグサイトからオンライン開催に変更）
  - 2月27日 Day 1 メインステージ
    - レバガチャダイパンステージ - 社築、笹木咲、桜凛月、鈴原るる、御伽原江良、不破湊
    - 王立魔法騎士学園ステージ - イブラヒム、鷹宮リオン、葉加瀬冬雪、フレン・E・ルスタリオ、メリッサ・キンレンカ、夜見れな

  - 2月28日 Day 2 メインステージ
    - ド葛本社ステージ - ドーラ、葛葉、本間ひまわり、社築
    - SilverDevils&電音部ステージ
    - ステージ前半 - アルス・アルマル、でびでび・でびる、葉山舞鈴、舞元啓介
    - ステージ後半 - シスター・クレア、健屋花那、星川サラ
    - VACHSSステージ - 剣持刀也、葛葉、叶、夢追翔、加賀美ハヤト、不破湊
    - 月ノ美兎&樋口楓&Rain Dropsステージ - 月ノ美兎、樋口楓、Rain Drops（緑仙、三枝明那、鈴木勝、える、ジョー・力一）

- バーチャルユニットフェス「VILLS」vol.2（2021年3月21日 SPWN）椎名唯華、魔界ノりりむ
- Dimension Labels Virtual Music Festival（2021年3月27・28日 オンライン 出演：家長むぎ、竜胆尊、シスター・クレア、ドーラ）
- V-Carnival（2021年4月3・4日 オンライン）出演：月ノ美兎、樋口楓、本間ひまわり、緑仙、竜胆尊
- Bilibili Macro Link-Visual Release 2021（7月9日 中国・上海メルセデス・ベンツアリーナ 出演：叶、星川サラ）
- Bilibili Macro Link（7月11日 中国・上海メルセデス・ベンツアリーナ 出演：葛葉、本間ひまわり）
- BILIBILI WORLD 2020 上海（7月10日 出演：物述有栖）

## コラボ
- #pixivFACTORY
  - つくってにじさんじ（2020年）[84]
  - つくってにじさんじ2（2021年）[85]
- pixiv
  - にじさんじイラストコンテスト2021[86]

### ゲームコラボ
- RPGアツマール
  - コラボミニゲームが配信。
- にじめぐり にじさんじの街めぐり
  - 秋葉原・両国巡りができるアプリ。
- デュエル・マスターズプレイス
  - ゲームコラボ。月ノ美兎と本間ひまわりが参戦。あと一人は加賀美ハヤト、葛葉、エクス・アルビオ、叶の中から1名のみ参戦[87]で2020年3月27日の配信で葛葉が選ばれた[88]。
- 暁のブレイカーズ
  - 2020年3月5日より期間限定コラボイベント。本間ひまわりと葛葉が登場[89]、3月19日よりドーラと社築が登場[90]。
- カプコンネットキャッチャー カプとれ
  - アンジュ・カトリーナとコラボし、2020年3月29日に限定プライズ景品が投入[91]。
- ヴァルキリーコネクト
  - 2020年5月15日に笹木咲とリゼ・ヘルエスタがコラボ参加[92]。
- 電音部
  - 音楽原作新規キャラクタープロジェクト「電音部」に健屋花那、シスター・クレア、星川サラの3名が声優として起用された[93][94]。また、提供される楽曲に瀬戸美夜子が作詞で参加している[93][95]。
- ビビッドアーミー
  - 2020年8月26日より期間限定コラボイベント。アンジュ・カトリーナとニュイ・ソシエールが登場[96]。
- 荒野行動
  - 2021年8月、荒野行動S19テーマソング「アソビタリナイ」（月ノ美兎、笹木咲、本間ひまわり、鈴鹿詩子）を歌唱[97][98]。
- ブラック・サージナイト
  - 2021年10月26日からのゲーム内イベントで月ノ美兎（空母）、樋口楓（戦艦）、静凛（空母）、椎名唯華（重巡洋艦）が艦船擬人化状態で登場[99]。
- けものフレンズ3
  - 2022年2月18日より期間限定コラボイベント。でびでび・でびるが登場[100]。
- 妖怪ウォッチ ぷにぷに
  - 2025年5月1日より期間限定コラボイベント。壱百満天原サロメ、社築、星川サラ、椎名唯華、笹木咲、本間ひまわり、加賀美ハヤト、イブラヒム、石神のぞみ、ソフィア・ヴァレンタイン、周央サンゴが参加[101]。

### コラボグッズ
- にじさんじカード
  - 世界初となるVTuberのオフィシャルクレジットカードとして2019年9月5日に発表した[102]。アプラスを発行元とし、VISAの加盟店で使用が可能となっている他、ポイントを貯め続けると豪華オリジナル景品との交換が可能になる特典がある。
- WIXOSS
  - 2019年8月にコラボカードが発売。2020年2月に第2弾が発売、2020年5月に第3弾が発売[103]、同年12月5日に『DIVA DEBUT DECK にじさんじver.さんばか』を発売、2022年12月24日に『ブースターパック にじさんじ DIVA』を発売。
- にじさんじチョコ
  - 2019年7月にカード付チョコがローソン限定発売。2020年8月に『にじさんじチョコ2』がローソン限定発売。
- VTuberチップス
  - 2019年10月にカード付スナックが発売。2020年6月に『VTuberチップス2』発売[104]。
- にじさんじ×サンリオ
  - 2020年1月にサンリオとのコラボグッズが発売。
- にじさんじ×ベビースターラーメン（さんじのちきん味）
  - 2020年7月にベビースターラーメンとのコラボ味が発売[105]。
- あのアレなヤバイにじさんじ
  - 2021年、ボードゲーム「あのアレなヤバイ動物」とのコラボ。にじさんじライバーの様々な迷台詞を用いて「推し」の特徴を伝えて遊ぶ、ボードゲーム[106]。
- ロッテクランキーチョコレート
  - 2023年、バレンタインデーに合わせて「クランキー にじさんじデザイン」と「クランキーポップジョイ にじさんじデザイン」を期間限定発売[107]。